# Susanne Ljungskog
Marie Susanne Ljungskog (Halmstad, Suecia; 16 de marzo de 1976) es una exciclista olímpica sueca, que fue profesional entre 1999 y 2010. Fue dos veces campeona del Mundo en Ruta y es la única ciclista sueca que ha ganado alguna de las Grandes Vueltas, con dos triunfos en el Tour de l'Aude. 

## Trayectoria
Especialista en la competición en carretera, a lo largo de su carrera Susanne Ljungskog acumuló un gran número de victorias, tanto en pruebas de un día como en carreras por etapas. Entre otras, tres Giros de la Toscana (2002, 2003 y 2005), dos Holland Ladies Tours (2003 y 2006), una Emakumeen Bira (2007) y una Primavera Rosa (Milán-San Remo, 2001). Logró ganar etapas y subir al podio en las tres Grandes Vueltas femeninas, destacando especialmente sus dos triunfos consecutivos en la general del Tour de l'Aude (2007 y 2008). En su palmarés sumó también doce campeonatos nacionales, ocho en ruta y cuatro contrarreloj.
En 1998 logró sus primeras medallas internacionales, con un oro y una plata en las pruebas de ruta y contrarreloj sub-23 del Campeonato de Europa. En 2002 ganó el Campeonato Mundial de Ciclismo en Ruta, título que revalidó en 2003, un éxito sin precedentes en el ciclismo sueco. En ambos años lideró también el Ranking UCI, siendo la primera deportista de su país —hombre o mujer— en alcanzarlo.
Ljungskog participó en tres Juegos Olímpicos de Verano. Siendo todavía amateur disputó la prueba de ruta en Atlanta 1996, donde finalizó 25ª. Repitió en Atenas 2004, donde partía como una de las grandes favoritas para ganar el oro, en su condición de vigente bicampeona mundial; pero finalmente fue 33.ª clasificada. En Pekín 2008 logró sus mejores resultados olímpicos, aunque de nuevo lejos de las medallas (21ª en ruta y 10.ª en contrarreloj).
En 2004 corrió el Abierto de Escandinavia, convirtiéndose en la primera mujer que participó en una prueba ciclista masculina incluida en el calendario de la Unión Ciclista Internacional (UCI).
Se retiró a mitad de la temporada 2010, tras serle diagnosticada una enfermedad sanguínea, hemocromatosis.

## Palmarés
Fuente: CycleBase
| 1994 (como amateur) - Campeonato de Suecia en Ruta - Campeonato de Suecia Contrarreloj 1996 (como amateur) - Campeonato de Suecia en Ruta - 2.ª en el Campeonato de Suecia Contrarreloj 1997 (como amateur) - Campeonato de Suecia en Ruta 1998 (como amateur) - Campeonato de Europa en Ruta sub-23 - 2.ª en el Campeonato de Europa Contrarreloj sub-23 - Campeonato de Suecia en Ruta - 2.ª en el Campeonato de Suecia Contrarreloj - 1 etapa del Tour de Turingia - 2 etapas de la Eurosport Tour - 2 etapas del Tour de l'Aude 1999 - 2.ª en el Campeonato de Suecia en Ruta - 2.ª en el Campeonato de Suecia Contrarreloj 2000 - 2.ª en el Campeonato de Suecia en Ruta 2001 - 2.ª en el Campeonato de Suecia Contrarreloj - Primavera Rosa - Gran Premio de Suiza - 1 etapa de la Grande Boucle - 3.ª en la Copa del Mundo 2002 - Campeonato Mundial en Ruta - 3.ª en el Campeonato de Suecia en Ruta - 2.ª en el Campeonato de Suecia Contrarreloj - Giro de la Toscana-Memorial Michela Fanini, más 3 etapas - 1 etapa de la Emakumeen Bira, más clasificación de los puntos - 2.ª en la Grande Boucle, más 1 etapa - Ranking UCI 2003 - Campeonato Mundial en Ruta - Campeonato de Suecia en Ruta - Campeonato de Suecia Contrarreloj - Holland Ladies Tour - Giro de la Toscana-Memorial Michela Fanini - Trofeo Costa Etrusca - 1 etapa del Tour de l'Aude - 1 etapa del Tour de Turingia - Ranking UCI | 2004 - Campeonato de Suecia en Ruta - Campeonato de Suecia Contrarreloj - 1 etapa del Tour de l'Aude - 1 etapa del Tour de Turingia 2005 - Campeonato de Suecia en Ruta - Gran Premio Castilla y León - Giro de la Toscana-Memorial Michela Fanini, más 1 etapa - 1 etapa de la Emakumeen Bira - 1 etapa de la Gracia-Orlová - 1 etapa de la Vuelta a Nueva Zelanda - 1 etapa del Holland Ladies Tour - 2.ª en la Copa del Mundo - 2.ª en el Ranking UCI 2006 - Campeonato de Suecia en Ruta - Campeonato de Suecia Contrarreloj - Durango-Durango Emakumeen Saria - Open de Suède Vårgårda - Holland Ladies Tour - 1 etapa de la Emakumeen Euskal Bira - 2.ª en el Tour de l'Aude, más 1 etapa - 3.ª en el Giro de Italia, más 1 etapa, más clasificación por puntos - 3.ª en el Ranking UCI 2007 - Tour de l'Aude - Emakumeen Bira - Chrono des Nations - 1 etapa del Tour de Turingia 2008 - 3.ª en el Campeonato de Suecia en Ruta - Tour de Berna - Tour de l'Aude , más una etapa - Chrono des Nations - 1 etapa del Tour de l'Ardèche 2009 - 2.ª en el Campeonato de Suecia Contrarreloj |

## Resultados
Fuente: CycleBase

### En Grandes Vueltas y Campeonatos del Mundo
Durante su carrera deportiva ha conseguido los siguientes puestos en las Grandes Vueltas femeninas y en los Campeonatos del Mundo en carretera:
| Carrera              | 1994 | 1995 | 1996 | 1997 | 1998 | 1999 | 2000 | 2001 | 2002 | 2003 | 2004 | 2005 | 2006 | 2007 | 2008 | 2009 |
| -------------------- | ---- | ---- | ---- | ---- | ---- | ---- | ---- | ---- | ---- | ---- | ---- | ---- | ---- | ---- | ---- | ---- |
| Giro de Italia       | -    | -    | -    | -    | -    | -    | -    | 11.ª | -    | -    | Ab.  | -    | 3.ª  | 6.ª  | 23.ª | 9.ª  |
| Tour de l'Aude       | -    | -    | 58.ª | -    | 5.ª  | -    | 15.ª | 3.ª  | 5.ª  | 3.ª  | 9.ª  | Ab.  | 2.ª  | 1ª   | 1.ª  | 11.ª |
| Grande Boucle        | -    | 35.ª | -    | 39.ª | -    | -    | 15.ª | 6.ª  | 2.ª  | 7.ª  | X    | -    | -    | -    | -    | -    |
| Mundial en Ruta      | 22ª  | 63.ª | -    | 33.ª | 17.ª | 24.ª | 4.ª  | 7.ª  | 1.ª  | 1.ª  | 26.ª | 7.ª  | 44.ª | Ab.  | 31ª  | -    |
| Mundial Contrarreloj | 22.ª | 19.ª | -    | 26.ª | -    | 26.ª | 15.ª | -    | 19.ª | 25.ª | -    | 17.ª | 15.ª | 13.ª | 7.ª  | -    |

-: No participa 

Ab.: Abandona

X: ediciones no celebradas

### En la Copa del Mundo

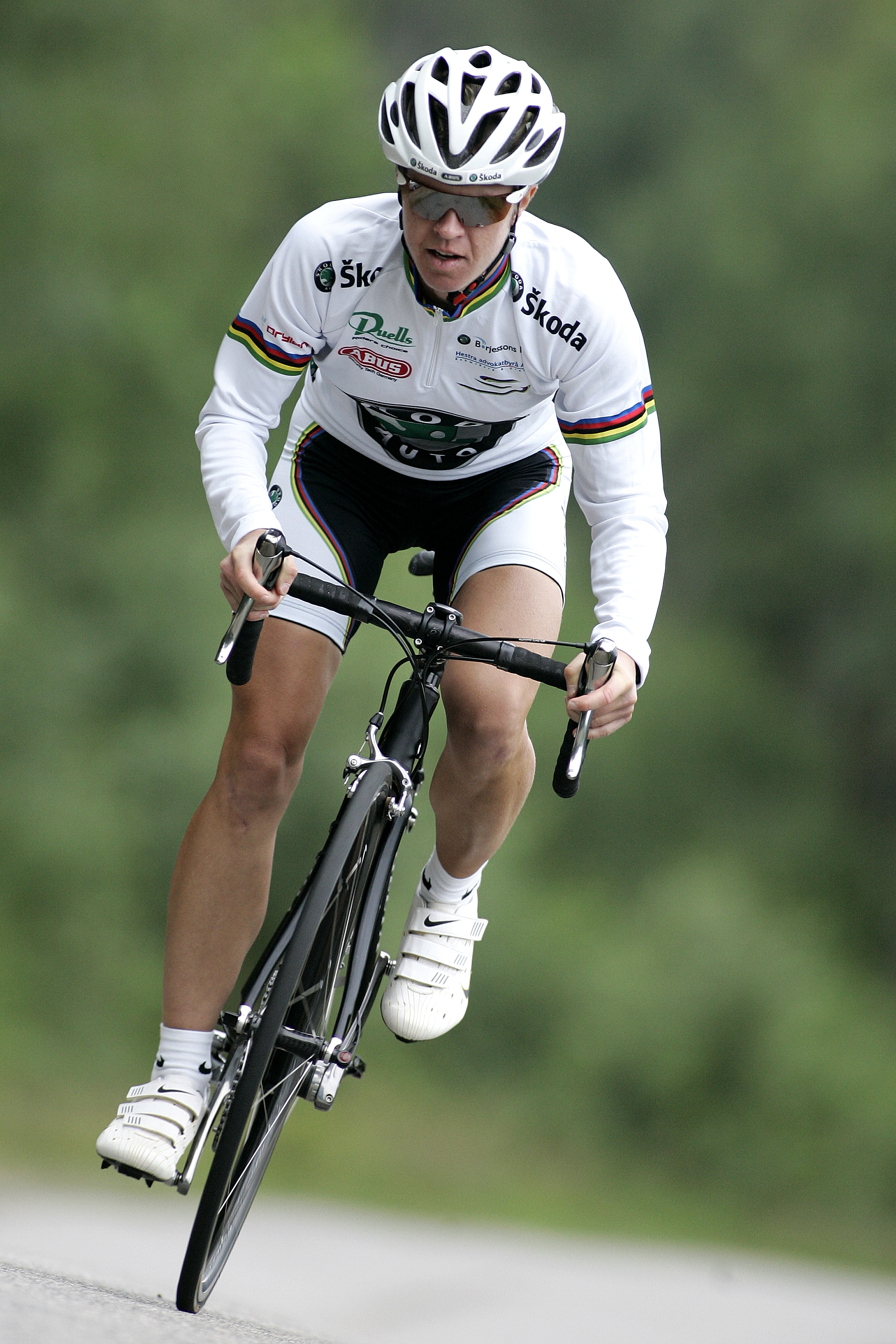
Ljungskog, con el mallot arco iris.

Durante su carrera deportiva ha conseguido los siguientes puestos en carreras de la Copa del Mundo Femenina:
| Carrera                               | 1998 | 1999 | 2000 | 2001 | 2002 | 2003 | 2004 | 2005 | 2006 | 2007 | 2008 | 2009 |
| ------------------------------------- | ---- | ---- | ---- | ---- | ---- | ---- | ---- | ---- | ---- | ---- | ---- | ---- |
| Tour de Flandes                       | -    | -    | -    | -    | -    | -    | 15.ª | 2.ª  | 8.ª  | 6.ª  | 38.ª | 12.ª |
| Tour de Drenthe / Novilon Euregio Cup | -    | -    | 6.ª  | -    | -    | -    | -    | -    | -    | -    | -    | -    |
| Amstel Gold Race                      | X    | X    | X    | X    | X    | 5.ª  | X    | X    | X    | X    | X    | X    |
| GP Suisse Féminin                     | 6.ª  | 5.ª  | 5.ª  | 1.ª  | 6.ª  | X    | X    | X    | X    | X    | X    | X    |
| Liberty Classic                       | -    | -    | -    | 6.ª  | X    | X    | X    | X    | X    | X    | X    | X    |
| Flecha Valona                         | -    | -    | 6.ª  | 10.ª | -    | 24.ª | 35.ª | 8.ª  | 17.ª | 22.ª | -    | -    |
| Geelong World Cup                     | -    | -    | -    | -    | 13.ª | -    | -    | 7.ª  | 17.ª | -    | -    | X    |
| Gran Premio Castilla y León           | X    | X    | X    | X    | -    | 19.ª | 6.ª  | 1.ª  | 3.ª  | X    | X    | X    |
| Gran Premio de Plouay                 | -    | -    | -    | -    | 3ª   | -    | -    | 11.ª | 6.ª  | 9.ª  | -    | -    |
| Hamilton City World Cup               | X    | -    | X    | -    | 7.ª  | X    | X    | 7.ª  | 7.ª  | X    | X    | X    |
| Montreal World Cup                    | -    | -    | -    | 2ª   | -    | 5.ª  | -    | 5.ª  | -    | -    | -    | -    |
| Primavera Rosa                        | -    | -    | 13.ª | 1ª   | 10.ª | 47.ª | -    | 10.ª | X    | X    | X    | X    |
| Tour de Berna                         | X    | X    | X    | X    | X    | X    | X    | X    | -    | -    | 1ª   | 7.ª  |
| Rotterdam Tour                        | X    | X    | 5.ª  | 59.ª | -    | 3.ª  | -    | -    | -    | X    | X    | X    |
| Vuelta a Núremberg                    | X    | X    | X    | X    | X    | 15.ª | -    | 13.ª | -    | -    | 9.ª  | -    |
| Tour Beneden Maas                     | -    | 10.ª | X    | X    | X    | X    | X    | X    | X    | X    | X    | X    |
| Open de Suède Vårgårda                | -    | -    | -    | -    | -    | -    | -    | -    | 1ª   | -    | -    | 8.ª  |
| GP Wales                              | X    | X    | X    | X    | X    | X    | X    | 2ª   | X    | X    | X    | X    |
| Golden Hour                           | X    | X    | X    | X    | X    | X    | X    | X    | 2ª   | X    | X    | X    |
| Clasificación final Copa del Mundo    | 28ª  | 31ª  | 6ª   | 3ª   | 6ª   | 9ª   | 36ª  | 2ª   | 5ª   | 31ª  | 11ª  | 15ª  |

-: No participa 

Ab.: Abandona

X: ediciones no celebradas / no incluidas en la Copa del Mundo

### Clasificación mundial
|             | 1997 | 1998 | 1999 | 2000 | 2001 | 2002 | 2003 | 2004 | 2005 | 2006 | 2007 | 2008 | 2009 |
| ----------- | ---- | ---- | ---- | ---- | ---- | ---- | ---- | ---- | ---- | ---- | ---- | ---- | ---- |
| Ranking UCI | 38.ª | 15.ª | 50.ª | 13.ª | 8.ª  | 1.ª  | 1.ª  | 33.ª | 2.ª  | 3.ª  | 7.ª  | 12.ª | 23.ª |

## Equipos
Fuente: CycleBase
- The Greenery Grisley (1999)
- Farm Frites - Hartol (2000)
- Vlaanden - T Interim (2001-2002)
- Bik - Powerplate (2003)
- Team S.A.T.S. (2004)
- Team Flexpoint (2005-2007)
- Menikini-Selle Italia (2008)
- Team Flexpoint (2008-2009)
- MTN Energade (2009)

## Premios y reconocimientos
- Medalla de oro de Svenska Dagbladet (2002)